# 御嶽 (兵庫縣)
御嶽（羅馬化：Mitage）是位在日本兵庫縣丹波篠山市的山峰。標高793公尺，丹波篠山市最高峰，多紀連山之主峰。也表記為三嶽。兵庫50山之一。

## 概要
多紀連山從鎌倉時代到室町時代作為丹波修驗道之中心地而繁榮，御嶽是其中心。離御嶽山頂600m之地尚存當時修驗道據點的大岳寺跡，東之峰殘存祭祀役行者的石室。最盛期除大岳寺之外，東邊的小金嶽有藏王堂等寺院群、里坊等。但是，丹波修驗道在1482年敗給代表大峰山的大和修驗道，主峰御嶽的大岳寺等全數燒毀。

## 關連項目
- 多紀連山縣立自然公園
- 多紀連山

## 外部連結
- 兵庫縣の自然公園 （页面存档备份，存于）
- 西ヶ嶽(御嶽) Facebook （页面存档备份，存于）
- 國土地理院 地圖閱覽システム 2萬5千分1地形圖名：篠山 （页面存档备份，存于）